# Entablamento

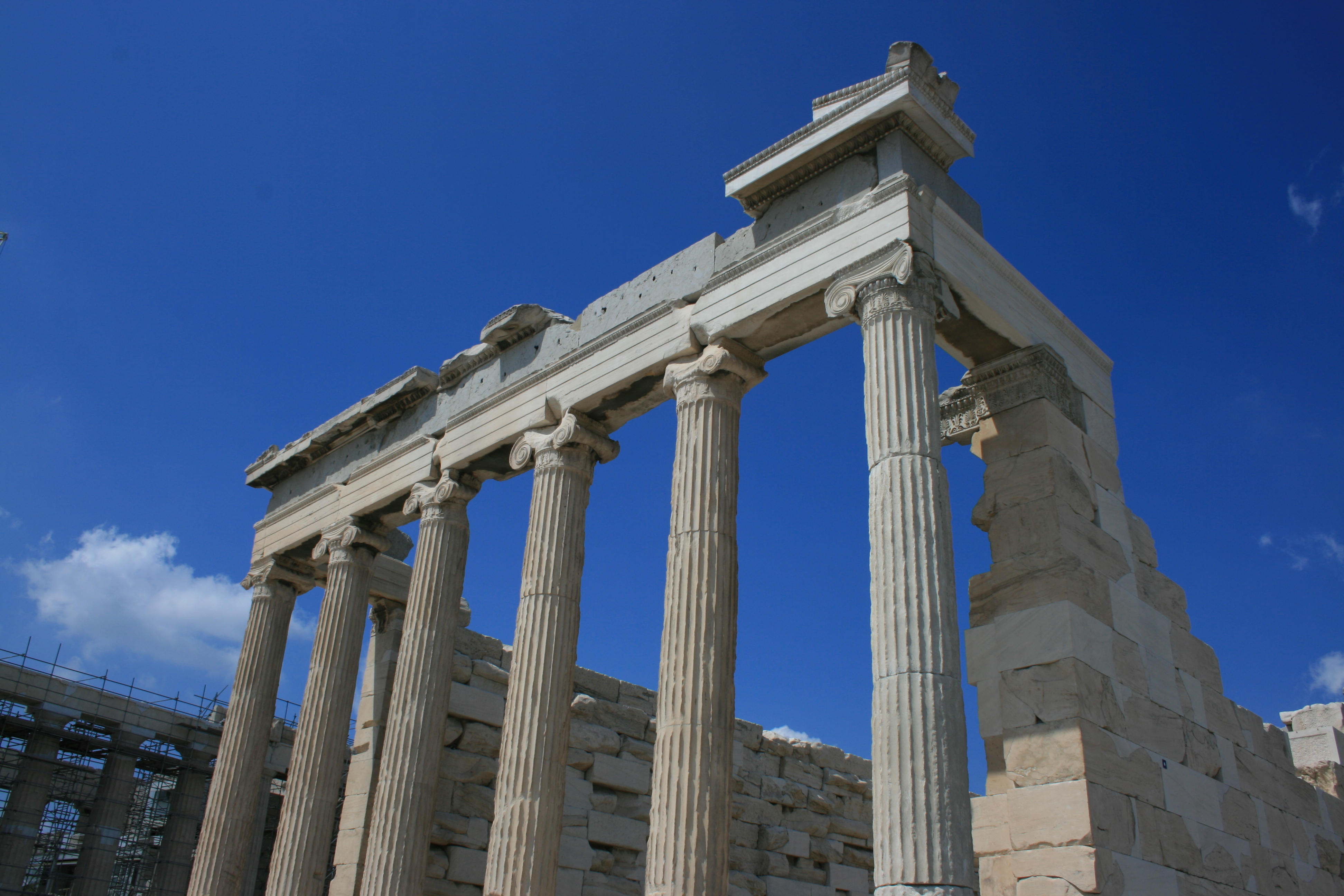
Colunas e entablamento no Erecteion

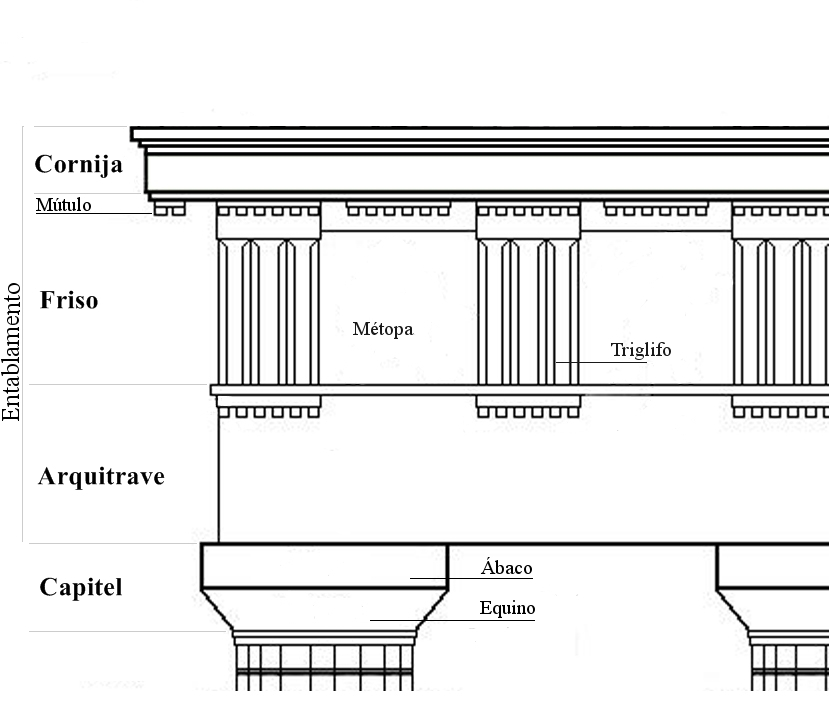
Elementos arquitetônicos na ordem dórica

Entablamento, presente na arquitetura clássica, constitui-se do conjunto de arquitrave, friso e cornija. É o conjunto de molduras e faixas horizontais suportadas e localizadas imediatamente acima das colunas de edifícios clássicos ou suportes estruturais semelhantes em edifícios não clássicos. O entablamento é geralmente dividido em três seções principais: a faixa mais baixa, ou arquitrave, que originalmente tinha a forma de uma viga simples que ia de um suporte a outro (ex. coluna); a faixa central, ou friso, consistia numa faixa não moldada com ou sem ornamento; a faixa superior, ou cornija, construída a partir de uma série de molduras que se projetam da borda do friso. Os estilos germinais do entablamento correspondem e são uma das características distintivas de três das principais ordens de arquitetura: dórico, jónico, e coríntio. A maioria dos entablamentos não associados a essas três ordens são derivados delas.
Os diferentes elementos são geralmente constituídos por blocos separados, sobrepostos uns aos outros; na arquitetura romana, o friso e a arquitrave são frequentemente esculpidos num único bloco. Nas ordens aplicadas à parede (suportada por pilastras ou colunas, ou por semicolunas), esta não é constituída por blocos, mas sim por lajes de revestimento aplicadas à parede de alvenaria, que incorporam as mesmas divisórias e decorações dos elementos constituintes e podem ser de maior ou menor espessura, sem no entanto desempenharem uma verdadeira função de suporte de carga.
No caso de ordens aplicadas ou ordens autónomas mas apenas destacadas da parede, principalmente para fins decorativos, o entablamento também pode assumir uma forma mais articulada, correndo entre uma coluna e outra (na "intercolúnio") rente à parede posterior, projetando-se apenas nos suportes. Nestes casos pode ser definido como "entablamento saliente". Este uso surge na arquitetura helenística e na arquitetura romana, em que os elementos arquitetónicos tendem a assumir um significado predominantemente decorativo. As diferentes combinações de secções salientes e recuadas do entablamento podem constituir edículas que enriquecem a decoração de uma fachada monumental. Outras variações, introduzidas na arquitetura helenística e difundidas especialmente na época imperial romana , consistem na inserção de frontões de formatos diversos, ou arcos com entablamento curvilíneo em alguns dos intercolúnios. Acredita-se que os templos gregos e romanos sejam baseados em estruturas de madeira, sendo a transição do projeto de estruturas de madeira para estruturas de pedra chamada de petrificação.

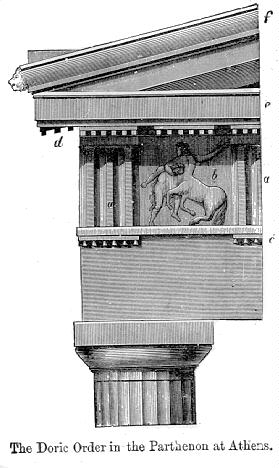
Entablamento da Ordem dórica
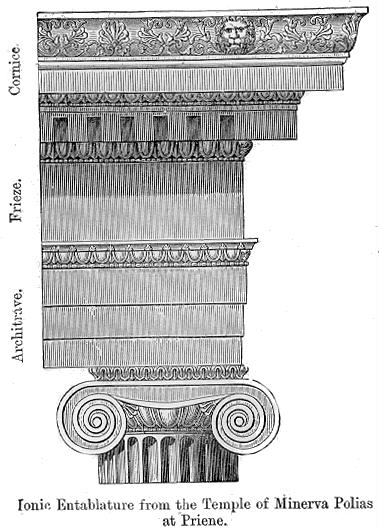
Entablamento da Ordem jónica
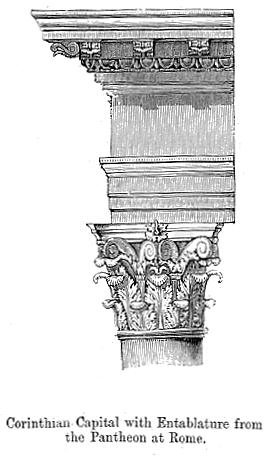
Entablamento da Ordem coríntia